# 百鴻揚娛樂
百鴻揚娛樂事業有限公司（Fortune Entertainment Co., Ltd.），成立於2006年。經營項目包含藝人經紀事宜、行銷宣傳規劃、音樂製作及音樂版權事宜等。

## 旗下藝人
- 王陽明
- 安心亞
- 邱宇辰
- 李杏
- 何夏
- 簡伯廷
- 李迪恩
- 夏和熙
- 孫沁岳
- 藍鈞天
- 蕭景鴻

## 已約滿藝人
- 蕭亞軒（2009年至2015年，2015年12月成立軒亞國際娛樂）
- 小薰
- 楊謹華
- 程予希

## 外部連結
- 百鴻揚娛樂的Facebook專頁
- 台灣公司資料 （页面存档备份，存于）